# Fantastyczna Czwórka (serial animowany 1994)
Fantastyczna Czwórka (ang. Fantastic Four, 1994–1996) – amerykański serial animowany opowiadający o przygodach 4 bohaterów, którzy za przyczyną kosmicznego promieniowania otrzymali nadludzkie moce.

## Bohaterowie

### Fantastyczna Czwórka
- Pan Fantastyczny (prawdziwe imię – Reed Richards) – naukowiec, dowódca grupy. Jest mężem Susan Storm. Potrafi rozciągać się niczym guma.
- Niewidzialna Kobieta (prawdziwe imię – Susan „Sue” Storm Richards) – żona Reeda i siostra Johnny’ego. Potrafi stać się niewidzialną, a także tworzy pole ochronne mocą umysłu.
- Ludzka Pochodnia (prawdziwe imię – John „Johnny” Storm) – brat Susan, nastolatek. Jego zdolnością jest przemiana w ogień.
- Stwór (prawdziwe imię – Benjamin „Ben” J. Grimm) – pilot. Promieniowanie kosmiczne zmieniło jego DNA, przez co zmienił się w stwora o kamiennym ciele.

### Wrogowie
- Srebrny Surfer (prawdziwe imię – Norrin Radd) – pochodzi z planety Zenn-La. Został Heroldem Galactusa, ale po jakimś czasie wyrwał się spod jego władzy.
- Galactus – władca Srebrnego Surfera, podróżuje po kosmosie szukając planet do zniszczenia.
- Doktor Doom (prawdziwe imię – Victor von Doom) – naukowiec, dawny przyjaciel Pana Fantastycznego, który pragnie zawładnąć światem.
- Człowiek Kret – szaleniec, który strącił pod ziemię wszystkie ważne miejsca na świecie.
- Władca Lalek – lepi z gliny różne postacie, które wykonują każdy jego rozkaz.
- Sub-Mariner – władca Atlantydy, który zakochał się w Sue.
- Super-Skrull – Skrull posiadający moce Fantastycznej Czwórki.

## Spis odcinków
| N/o            | Polski tytuł                                          | Angielski tytuł                                 |
| -------------- | ----------------------------------------------------- | ----------------------------------------------- |
|                |                                                       |                                                 |
| SERIA PIERWSZA |                                                       |                                                 |
|                |                                                       |                                                 |
| 01             | Jak powstała Fantastyczna Czwórka                     | The Origin of the Fantastic Four                |
| 02             | Jak powstała Fantastyczna Czwórka                     | The Origin of the Fantastic Four                |
|                |                                                       |                                                 |
| 03             | Zbliża się łódź podwodna                              | Now Comes the Sub-Mariner                       |
|                |                                                       |                                                 |
| 04             | Inwazja Skrulli                                       | Incursions of the Skrulls                       |
|                |                                                       |                                                 |
| 05             | Srebrny Surfer i nadejście Galactusa                  | The Silver Surfer & the Coming of Galactus      |
| 06             | Srebrny Surfer i nadejście Galactusa                  | The Silver Surfer & the Coming of Galactus      |
|                |                                                       |                                                 |
| 07             | Superskrull                                           | Superskrull                                     |
|                |                                                       |                                                 |
| 08             | Maska doktora Dooma                                   | The Mask of Doom                                |
| 09             | Maska doktora Dooma                                   | The Mask of Doom                                |
| 10             | Maska doktora Dooma                                   | The Mask of Doom                                |
|                |                                                       |                                                 |
| 11             | Człowiek Kret                                         | Mole Man                                        |
|                |                                                       |                                                 |
| 12             | Strzeż się negatywnej strefy                          | Behold the Negative Zone                        |
|                |                                                       |                                                 |
| 13             | Powrót Srebrnego Surfera i Galactusa                  | The Silver Surfer & the Return of Galactus      |
|                |                                                       |                                                 |
| SERIA DRUGA    |                                                       |                                                 |
|                |                                                       |                                                 |
| 14             | Poprowadzi ich niewidomy                              | And a Blind Man Shall Lead Them                 |
|                |                                                       |                                                 |
| 15             | Nieludzka historia, cz. 1: Meduza płacząca na wietrze | Inhumans Saga Part 1: And the Wind Cries Medusa |
|                |                                                       |                                                 |
| 16             | Nieludzka historia, cz. 2: Nieludzki wśród nas        | Inhumans Saga Part 2: The Inhumans Among Us     |
|                |                                                       |                                                 |
| 17             | Strzeżcie się niewidzialnego świata                   | Inhumans Saga Part 3: Beware the Hidden Land    |
|                |                                                       |                                                 |
| 18             | Świat wewnątrz świata                                 | Worlds Within Worlds                            |
|                |                                                       |                                                 |
| 19             | Bitwa z żyjącą planetą                                | To Battle the Living Planet                     |
|                |                                                       |                                                 |
| 20             | Zdobycz Czarnej Pantery                               | Prey of the Black Panther                       |
|                |                                                       |                                                 |
| 21             | Gdy Galactus wzywa                                    | When Calls Galactus                             |
|                |                                                       |                                                 |
| 22             | Zielony koszmar                                       | Nightmare in Green                              |
|                |                                                       |                                                 |
| 23             | Odległa gwiazda                                       | Behold, a Distant Star                          |
|                |                                                       |                                                 |
| 24             | Beznadziejnie niemożliwe                              | Hopelessly Impossible                           |
|                |                                                       |                                                 |
| 25             | Złowieszczy wartownik                                 | The Sentry Sinister                             |
|                |                                                       |                                                 |
| 26             | Dzień doktora Dooma                                   | Doomsday                                        |
|                |                                                       |                                                 |

Ponadto Fantastyczna Czwórka pojawia się:
- w 8 odcinku serialu animowanego Incredible Hulk,
- w odcinkach 61-63 serialu animowanego Spider-Man,
- w kilku odcinkach serialu animowanego Avengers: Potęga i moc.